# South East District (Botswana)
Der South East District (ehemals South-East District; deutsch: „Südost-Distrikt“) ist ein Distrikt Botswanas. Mit 1780 km² Fläche und 345.613 Einwohnern ist er der kleinste Distrikt des Landes bezüglich der Fläche und der zweitgrößte bezüglich der Bevölkerungszahl. Größere Orte sind Botswanas Hauptstadt Gaborone, Lobatse, Tlokweng und die Distrikthauptstadt Ramotswa. 
Die Städte Gaborone und Lobatse bilden eigene Verwaltungseinheiten (City Council bzw. Town Council).
Der Distrikt grenzt im Uhrzeigersinn, beginnend im Norden, an den Distrikt Kgatleng, die südafrikanische Provinz Nordwest und die Distrikte Southern und Kweneng. 
Durch den Distrikt führen die Fernstraße A1 und die einzige internationale Bahnstrecke Botswanas, siehe Schienenverkehr in Botswana.